# Jolene Anderson
Jolene Anderson (Kempsey, Nueva Gales del Sur; 26 de mayo de 1980) es una actriz australiana, más conocida por haber interpretado a Erica Templeton en la serie australiana All Saints.

## Biografía
Jolene es la más chica de tres hermanos (una hermana Nikki y un hermano). Disfruta la vida al aire libre, hacer natación, surfear, hacer yoga y escribir música. Le tiene miedo a las serpientes.
Estudió en el "Centro de Actores Australia" (Actors Centre Australia), localizado en Sídney; después de terminar la escuela se fue de viaje por 3 años y visitó 32 países. 
Fue muy buena amiga del actor Mark Priestley, hasta su muerte. También es muy buena amiga de los actores Wil Traval, Tammy MacIntosh y Allison Cratchley.

## Carrera
En 2004 apareció en Adieu su primera película.
Su primer personaje en la televisión lo obtuvo en 2006 cuando interpretó a la sexy, optimista, femenina y dulce enfermera Erica Templeton en la aclamada serie australiana All Saints; por su actuación fue nominada a los Logie Awards en 2007. Jolene interpretó a Erica hasta 2008 apareciendo en más de 103 episodios, su personaje fue encontrado muerto, luego de haber estado desaparecida por 3 semanas. 
Sin embargo dejó la serie luego de que su compañero y amigo el actor Mark Priestley muriera; ya que le resultó muy difícil regresar a trabajar. Priestley interpretó a Dan Goldman, el esposo de Erica. A solo días de la muerte de su amigo, Jolene tuvo una lesión menor en el brazo luego de que un camión chocara su coche.
En 2007, ganó la segunda temporada de la competencia de canto It Takes Two, junto a su compañero el cantante David Campbell, en su primera aparición interpretaron "The Sweet Escape" de Gwen Stefani.
Después de "It Takes Two" Jolene actuó en Tell Me On A Sunday una producción de Kookaburra donde interpretó a "Our Girl", la obra tuvo un éxito en Australia y Jolene recibió muy buenas críticas en su debut musical. En 2008 fue elegida como la presentadora de la serie Bush Doctors.
En 2009 se unió a la serie Rush donde interpretó a la Oficial Superior Shannon Henry, una especialista en negociaciones y maestra de la comprensión acerca de cómo piensa la gente, hasta el final de la serie en 2011. En la serie trabajó junto al actor Rodger Corser quien interpretó a su pareja el oficial Lawson Blake.
Desde ese mismo año aparece como presentadora regular del programa infantil de la ABC, Play School.
En 2012 apareció como invitada para la segunda temporada de la serie Dance Academy donde dio vida a April.
El 22 de junio de 2014 se anunció que Jolene se uniría al elenco recurrente de la popular serie australiana Home and Away donde dará vida a Neive Devlin.

## Filmografía
Series de televisión
| Año             | Título        | Personaje       | Notas         |
| --------------- | ------------- | --------------- | ------------- |
| 2014 - presente | Home and Away | Neive Devlin    | -             |
| 2012            | Dance Academy | April           | 2 episodios   |
| 2009 - 2011     | Rush          | Shannon Henry   | 57 episodios  |
| 2006 - 2008     | All Saints    | Erica Templeton | 102 episodios |

Películas
| Año  | Título          | Personaje | Notas                        |
| ---- | --------------- | --------- | ---------------------------- |
| 2013 | Beyond Memories | Sophie    | corto - junto a Colin Branca |
| 2011 | Game            | Olivia    | corto - junto a Roger Oakley |
| 2004 | Adieu           | Gloria    | -                            |

Apariciones
| Año             | Programa                         | Notas               |
| --------------- | -------------------------------- | ------------------- |
| 2009 - presente | Play School                      | presentadora        |
| 2010            | Talkin' 'Bout Your Generation    | episodio # 2.1      |
| 2009            | Shaun Micallef's New Year's Rave | -                   |
| 2008            | Bush Doctors                     | narradora           |
| 2006, 2007      | Telethon                         | 2 episodios         |
| 2007            | It Takes Two                     | 'concursante - ganó |
| 2007            | Dancing with the Stars           | -                   |

Teatro
| Año  | Obra                | Personaje | Director (a) | Teatro                | Notas                  |
| ---- | ------------------- | --------- | ------------ | --------------------- | ---------------------- |
| 2011 | Fractions           | Hypatia   | -            | Queensland Theatre    | junto a Lucas Stibbard |
| 2008 | Tell Me On A Sunday | Emma      | Peter Ross   | Her Majesty's Theatre | -                      |

Videojuegos
| Año       | Videojuego              | Personaje |
| --------- | ----------------------- | --------- |
| 2015-2016 | Rise of the Tomb Raider | Sofia     |

## Premios y nominaciones
| Año  | Categoría                      | Premio      | Serie      | Resultado |
| ---- | ------------------------------ | ----------- | ---------- | --------- |
| 2007 | Most Popular New Female Talent | Logie Award | All Saints | Nominada  |